# F-03B
docomo SMART series F-03B（ドコモ スマート シリーズ エフ ゼロ さん ビー）は、富士通によって開発された、NTTドコモの第三世代携帯電話（FOMA）端末である。docomo SMART seriesの端末。

## 概要
F-04Aの後継モデルで、"スリム防水"の名も継承されている。もちろん、IPX5/IPX7/IPX8等級に対応する高い防水性能があり、IP5X等級に対応した防塵性能もある。
カメラ性能が向上され、有効画素数がF-01Bと同じ1,220万画素に大幅アップ、さらに、動きのある被写体を追いかけ続ける「トラッキングフォーカス」や登録された個人の顔を認識してピントを合わせる「サーチミーフォーカス」、画像処理エンジン「Milbeaut Mobile（ミルビュー モバイル）」のノイズリダクション処理によりザラツキを抑え、最高感度ISO25600（フルHDサイズまで対応）相当の高感度モードまで搭載された。
セキュリティ機能も充実しており、SMART seriesでは初めて指紋センサーを搭載したほか、microSDカードパスワード機能、指定した人物やグループに関する情報をまとめて非表示にできる「プライバシーモード」、一定時間無操作状態にしていると自動でロックがかかる「置き忘れセンサー付オートキーロック」なども装備されている。
また、F-04Aでは非搭載だったGPS（オートGPS対応）、GSMローミング、Bluetoothを新たに搭載した他、iコンシェル（オートGPS対応）、iウィジェット、iアプリオンラインの最新サービスにも対応。FOMAハイスピードの最大速度も7.2Mbpsに向上された。
また、「オープンアシスト」を富士通製端末ではF-02Bと共にらくらくホンシリーズ以外の端末で初めて採用した。
なお、「TITANIUM BROWN」はプレミアムモデルで、ステンレスパネルにチタンコーティングを施し、キーフォントも変更。オープンアシストボタンに18金、決定ボタンにゴールドプレーティングを施し、より高級感のある仕様とした。
| 主な対応サービス                   | 主な対応サービス                                                    | 主な対応サービス                       | 主な対応サービス                                 |
| ---------------------------------- | ------------------------------------------------------------------- | -------------------------------------- | ------------------------------------------------ |
| タッチパネル                       | FOMAハイスピード7.2Mbps                                             | Bluetooth                              | DCMX／おサイフケータイ                           |
| iアプリオンライン／地図アプリ      | 直感ゲーム／メガiアプリ                                             | iウィジェット                          | マチキャラ／iコンシェル                          |
| ホームU／ポケットU                 | GPS（オートGPS対応）／ケータイお探し                                | デコメール／デコメ絵文字／デコメアニメ | iチャネル                                        |
| 着もじ                             | テレビ電話／キャラ電                                                | ケータイデータお預かりサービス         | フルブラウザ                                     |
| おまかせロック／バイオ認証         | 外部メモリーへiモードコンテンツ移行／ユーザーデータ一括バックアップ | トルカ                                 | iC通信／iCお引越しサービス                       |
| きせかえツール／ダイレクトメニュー | バーコードリーダ／名刺リーダ                                        | 2in1                                   | エリアメール／ソフトウェアーアップデート自動更新 |
| GSM／3Gローミング（WORLD WING）    | 着うたフル／うた・ホーダイ                                          | Music&Videoチャネル／ビデオクリップ    | デジタルオーディオプレーヤー(WMA)(AAC)           |

## プリインストールiアプリ
以下のiアプリが購入時に端末にプリインストールされている。
- 地図アプリ
- 日英版しゃべって翻訳 for F
- もじぴったん歩き旅
- リッジレーサーズVS trial version
- ロジックパズルF
- プチプチズーキーパー ver.F
- ケータイ脳力ストレッチング2
- VoiceShelf for F
- いっしょにデコ
- iアバターメーカー
- モバイルGoogleマップ
- Gガイド番組表リモコン
- iD設定アプリ
- DCMXクレジットアプリ
- モバイルSuica登録用iアプリ
- ヘルスチェッカー
- @Fケータイ応援団INFO
- iWウォッチ
- 楽オクアプリ
- ROID　ウィジェット
- Start! iウィジェット
- iアプリバンキング
- マクドナルド トクするアプリ
- 株価アプリ
- Google モバイル
- FOMA通信環境確認アプリ
- ドコモ料金案内
- ビックポイント機能付きケータイ
- ヨドバシゴールドポイントカード
- モバイルAMCアプリ

## 歴史
- 2009年（平成21年）8月19日 - 技術基準適合証明（TELEC）通過。
- 2009年（平成21年）8月24日 - 電気通信端末機器審査協会（JATE）通過。
- 2009年（平成21年）11月10日 - F-01B - F-02B - F-03B - F-04B - L-01B - L-02B - L-03B - N-01B - N-02B - N-03B - P-01B - P-02B - P-03B - SH-01B - SH-02B - SH-03B - SH-04B - SH-05B - SC-01Bの開発を発表。
- 2009年（平成21年）12月4日 - 発売開始。

## 不具合
F-03Bのソフトウェアアップデート情報に基づく情報である。
- 2010年1月19日 - 1回目のソフトウェアアップデート
- 2010年2月9日 - 2回目のソフトウェアアップデート
- 2010年4月20日 - 3回目のソフトウェアアップデート
- 2010年12月21日 - 4回目のソフトウェアアップデート
- 2011年4月20日 - 5回目のソフトウェアアップデート